# Liste der Naturdenkmale in Birkenau (Odenwald)
Die Liste der Naturdenkmale in Birkenau (Odenwald) nennt die im Gebiet der Gemeinde Birkenau im Landkreis Bergstraße in Hessen gelegenen Naturdenkmale.

## Liste
| Bild                          | Bezeichnung                                                                            | Ortsteil, Lage                           | Beschreibung | Art          | Nr.      |
| ----------------------------- | -------------------------------------------------------------------------------------- | ---------------------------------------- | --- | ------------ | -------- |
| BW                            | 2 Stieleichen (Quercus robur), 1 Sumpfeiche (Quercus palustris), vormals „6 Alteichen“ | Birkenau 49° 33′ 44,1″ N, 8° 42′ 23,9″ O | Im Stadtpark. Geschützt als Baumgruppe von besonders kräftigem Wuchs.                                                                                     |              | 431.4-11 |
| BW                            | 5 Platanen (Platanus acerifolia x hybrida), vormals „4 Platanen“                       | Birkenau 49° 33′ 44,2″ N, 8° 42′ 25,2″ O | Im Stadtpark. Geschützt als höchste und stärkste Platanengruppe des Kreises und wegen besonderer Schönheit. Darunter ist die dickste Platane des Kreises. | Platane      | 431.4-13 |
| BW                            | Hexenbuche, Rotbuche (Fagus sylvatica)                                                 | Birkenau 49° 34′ 33,1″ N, 8° 41′ 25,2″ O | Am Waldrand. Schutzgründe sind ihre außergewöhnliche Mächtigkeit, Höhe und Formschönheit.                                                                 | Rotbuche     | 431.4-16 |
| mehr Fotos \| Fotos hochladen | Götzenstein. Granitformation und keltische Kultstätte                                  | Löhrbach 49° 33′ 10,9″ N, 8° 46′ 13,8″ O | Granit-Blockformation und keltische Kultstätte 1 km nordöstlich von Löhrbach. Harmonische Blocküberlagerung, landeskundliche Bedeutung.                   |              | 431.4-51 |
| BW                            | Riesenstein. Granitformation und keltische Kultstätte                                  | Löhrbach 49° 32′ 23,4″ N, 8° 45′ 37,6″ O | Granit-Blockformation und keltische Kultstätte 800 m südlich von Löhrbach. Harmonische Blocküberlagerung, landeskundliche Bedeutung.                      |              | 431.4-52 |
| Fotos hochladen               | Edelkastanie (Castanea sativa)                                                         | Löhrbach 49° 33′ 24,2″ N, 8° 45′ 38,6″ O | In Schnorrenbach. Schutzgrund stärkste Edelkastanie im Kreis. Außergewöhnliche Dicke.                                                                     | Edelkastanie | 431.4-53 |